# APRS
APRS eller Automatic Position Reporting System er et radioamatørsystem til automatisk positionsbestemmelse af amatørradiostationer. Systemet benytter packet radio til at udsende aprs-pakkerne.
Det blev udviklet af Bob Bruninga (United States Naval Academy), med amatør kaldesignalet WB4APR, mellem ca. 1984-1990.
Aprs er også designet til, at man kan bestemme, hvilken retning en (APRS-)station er i. Fx kan det anvendes til at rette en radioantenne ind i den ønskede retning, så det er lettere at kontakte radioamatører fra nær og fjern.